# Evan Fournier
Evan Fournier (Saint-Maurice, 29 oktober 1992) is een Frans basketballer.

## Carrière
Fournier startte zijn carrière in de Franse derde klasse bij Centre fédéral, in de tweede klasse het jaar erop speelde hij bij Nanterre 92. Vanaf 2010 speelde hij twee seizoenen in de hoogste klasse bij Poitiers Basket 86. 
In 2012 stelde hij zich kandidaat in de NBA draft waar hij in de eerste ronde werd gekozen door de Denver Nuggets. Na twee seizoenen werd hij samen met Devyn Marble geruild naar de Orlando Magic voor Arron Afflalo. Hij speelde bij de Magic tot in 2021 en behaalde met de Magic twee keer de play-off's in 2019 en 2020 maar ging er telkens uit in de eerste ronde. In 2021 werd hij geruild naar de Boston Celtics voor Jeff Teague. Hetzelfde jaar werd hij door de Celtics verruild naar de New York Knicks voor een draft pick en een geldsom.
Hij speelde bij de Knicks tot in februari 2024 toen hij geruild werd naar de Detroit Pistons samen met Ryan Arcidiacono, Malachi Flynn en Quentin Grimes voor Bojan Bogdanović en Alec Burks.

## Erelijst
- LNB Pro A Best Young Player: 2011, 2012
- LNB Pro A Most Improved Player: 2011, 2012
- LNB All Star: 2012
- Olympische Spelen:  (2020)
- Wereldkampioenschap:  (2014, 2019)
- EuroBasket:  (2022),  (2015)

## Statistieken

### Regulier seizoen
| Seizoen  | Team            | WG  | WS  | MPW  | 2P%  | 3P%  | FW%  | RPW | APW | SPW | BPW | PPW  |
| -------- | --------------- | --- | --- | ---- | ---- | ---- | ---- | --- | --- | --- | --- | ---- |
| 2012/13  | Denver Nuggets  | 38  | 4   | 11,3 | 49,3 | 40,7 | 76,9 | 0,9 | 1,2 | 0,5 | 0,0 | 5,3  |
| 2013/14  | Denver Nuggets  | 76  | 4   | 19,8 | 41,9 | 37,6 | 75,6 | 2,7 | 1,5 | 0,4 | 0,1 | 8,4  |
| 2014/15  | Orlando Magic   | 58  | 32  | 28,6 | 44,0 | 37,8 | 72,8 | 2,6 | 2,1 | 0,7 | 0,0 | 12,0 |
| 2015/16  | Orlando Magic   | 79  | 71  | 32,5 | 46,2 | 40,0 | 83,6 | 2,8 | 2,7 | 1,2 | 0,0 | 15,4 |
| 2016/17  | Orlando Magic   | 68  | 66  | 32,9 | 43,9 | 35,6 | 80,5 | 3,1 | 3,0 | 1,0 | 0,1 | 17,2 |
| 2017/18  | Orlando Magic   | 57  | 57  | 32,2 | 45,9 | 37,9 | 86,7 | 3,2 | 2,9 | 0,8 | 0,3 | 17,8 |
| 2018/19  | Orlando Magic   | 81  | 81  | 31,5 | 43,8 | 34,0 | 80,6 | 3,2 | 3,6 | 0,9 | 0,1 | 15,1 |
| 2019/20  | Orlando Magic   | 66  | 66  | 31,5 | 46,7 | 39,9 | 81,8 | 2,6 | 3,2 | 1,1 | 0,2 | 18,5 |
| 2020/21  | Orlando Magic   | 26  | 26  | 30,3 | 46,1 | 38,8 | 79,7 | 2,9 | 3,7 | 1,0 | 0,3 | 19,7 |
| 2020/21  | Boston Celtics  | 16  | 10  | 29,5 | 44,8 | 46,3 | 71,4 | 3,3 | 3,1 | 1,3 | 0,6 | 13,0 |
| 2021/22  | New York Knicks | 80  | 80  | 29,5 | 41,7 | 38,9 | 70,8 | 2,6 | 2,1 | 1,0 | 0,3 | 14,1 |
| Carrière | Carrière        | 645 | 497 | 28,6 | 44,5 | 38,1 | 79,8 | 2,7 | 2,6 | 0,9 | 0,2 | 14,3 |

### Play-offs
| Seizoen  | Team           | WG | WS | MPW  | 2P%  | 3P%  | FW%  | RPW | APW | SPW | BPW | PPW  |
| -------- | -------------- | -- | -- | ---- | ---- | ---- | ---- | --- | --- | --- | --- | ---- |
| 2012/13  | Denver Nuggets | 4  | 4  | 13,3 | 35,3 | 0,0  | 87,5 | 0,0 | 1,0 | 0,5 | 0,0 | 4,8  |
| 2018/19  | Orlando Magic  | 5  | 5  | 35,0 | 34,8 | 23,5 | 75,0 | 3,2 | 2,0 | 1,4 | 0,0 | 12,4 |
| 2019/20  | Orlando Magic  | 5  | 5  | 34,2 | 35,1 | 34,3 | 70,6 | 4,0 | 2,6 | 1,2 | 0,6 | 12,8 |
| 2020/21  | Boston Celtics | 5  | 5  | 33,4 | 42,9 | 43,3 | 83,3 | 3,6 | 1,4 | 1,2 | 0,0 | 15,4 |
| Carrière | Carrière       | 19 | 19 | 29,8 | 37,4 | 30,8 | 77,8 | 2,8 | 1,8 | 1,1 | 0,2 | 11,7 |